# Bahamas en los Juegos Paralímpicos de Seúl 1988
Bahamas estuvo representada en los Juegos Paralímpicos de Seúl 1988 por cuatro deportistas, dos hombres y dos mujeres. El equipo paralímpico bahameño no obtuvo ninguna medalla en estos Juegos.